# Zamarada aclea
Zamarada aclea là một loài bướm đêm trong họ Geometridae.